# دختر زندانی
دختر زندانی (به انگلیسی: Prisoner's Daughter) فیلمی محصول سال ۲۰۲۲ و به کارگردانی کاترین هاردویک است. در این فیلم بازیگرانی همچون کیت بکینسیل، برایان کاکس، کریستوفر کانوری، جان هورتاس، ارنی هادسون و تایسون ریتر ایفای نقش کرده‌اند.